# Kanton Lunéville-Nord
Der französische Kanton Lunéville-Nord war bis 2015 ein Wahlkreis im Arrondissement Lunéville im Département Meurthe-et-Moselle. Letzter Vertreter im Generalrat des Départements war von 2011 bis 2015 Grégory Grandjean. 

## Lage
Der Kanton lag in der Südhälfte des Départements Meurthe-et-Moselle.

Lage des Kantons Lunéville-Nord im Département Meurthe-et-Moselle
Lage des Kantons Lunéville-Nord im Arrondissement Lunéville

## Gemeinden
Der Kanton umfasste 19 Gemeinden:
| Gemeinde            | Einwohner Jahr | Fläche km² | Bevölkerungsdichte | Code INSEE | Postleitzahl |
| ------------------- | -------------- | ---------- | ------------------ | ---------- | ------------ |
| Anthelupt           | 446 (2013)     | 7,82       | 57 Einw./km²       | 54020      | 54110        |
| Bauzemont           | 150 (2013)     | 6,32       | 24 Einw./km²       | 54053      | 54370        |
| Bienville-la-Petite | 30 (2013)      | 1,83       | 16 Einw./km²       | 54074      | 54300        |
| Bonviller           | 188 (2013)     | 5,04       | 37 Einw./km²       | 54083      | 54300        |
| Courbesseaux        | 302 (2013)     | 6,32       | 48 Einw./km²       | 54139      | 54110        |
| Crévic              | 909 (2013)     | 10,69      | 85 Einw./km²       | 54145      | 54110        |
| Deuxville           | 420 (2013)     | 7,23       | 58 Einw./km²       | 54155      | 54370        |
| Drouville           | 195 (2013)     | 7,12       | 27 Einw./km²       | 54173      | 54370        |
| Einville-au-Jard    | 1.227 (2013)   | 16,98      | 72 Einw./km²       | 54176      | 54370        |
| Flainval            | 209 (2013)     | 3,61       | 58 Einw./km²       | 54195      | 54110        |
| Hoéville            | 191 (2013)     | 8,54       | 22 Einw./km²       | 54262      | 54370        |
| Hudiviller          | 323 (2013)     | 2,99       | 108 Einw./km²      | 54269      | 54110        |
| Maixe               | 418 (2013)     | 9,33       | 45 Einw./km²       | 54335      | 54370        |
| Raville-sur-Sânon   | 103 (2013)     | 3,35       | 31 Einw./km²       | 54445      | 54370        |
| Serres              | 243 (2013)     | 15,55      | 16 Einw./km²       | 54502      | 54370        |
| Sommerviller        | 931 (2013)     | 3,81       | 244 Einw./km²      | 54509      | 54110        |
| Valhey              | 177 (2013)     | 6,23       | 28 Einw./km²       | 54541      | 54370        |
| Vitrimont           | 402 (2013)     | 11,85      | 34 Einw./km²       | 54588      | 54300        |

Anmerkung: Lunéville gehörte teils zum Kanton Lunéville-Nord, teils zum Kanton Lunéville-Sud. 